# 3D Construction Kit
3D Construction Kit je program pro vytváření 3D objektů a scén vyvinutý společností Incentive Software a původně vzniklý pro počítače Sinclair ZX Spectrum. Vydán byl v roce 1991 společností Domark. Později byl vytvořen i pro jiné platformy.
Program je založen na herním enginu Freescape (použitý např. ve hře Driller).
Program obsahuje jednoduchý editor objektů, které mohou být umístěny do vytvářené scény. Objekty mohou být také animované. Kvůli možnosti vyváření her jsou mezi objekty také senzory a spínače, které mohou být využity ke spouštění zvolených akcí, např. k otevírání dveří nebo pastí.